# Arthropeas sachalinensis
Arthropeas sachalinensis är en tvåvingeart som beskrevs av Matsumura 1916. Arthropeas sachalinensis ingår i släktet Arthropeas och familjen vedflugor. Inga underarter finns listade.